# Katerina Vidiaux
Katerina Vidiaux López (9 de juny de 1987), és una lluitadora cubana de lluita lliure. Va participar en els Jocs Olímpics de Londres 2012 en la categoria de 63 kg, aconseguint un 8è lloc. Tres vegades va competir en Campionats Mundials aconseguint la 5a posició el 2010. Va aconseguir dues medalles als Jocs Panamericans, d'or el 2011. Va guanyar set medalles al Campionat Panamericà, d'or el 2015. Va aconseguir la medalla de bronze als Jocs Centreamericans i del Carib el 2014.